# N-110 (Spanje)
De N-110 is een weg in Spanje en loopt van Plasencia naar de Duero Vallei via Ávila en Segovia.
De weg begint bij Plasencia als aftakking van de Autovía A-66 en volgt de vallei van de Rio Jerte tussen de bergen Montes de Tres la en de Sierra de San Bernabé tot het de berg Puerto de Tornavacas (1277 m) bereikt waarna de weg verder loopt langs de Sierra de Villafranca en de Sierra de Ávilla met de berg Puerto de Villatoro. Het historische stadje Ávila wordt door de weg gepasseerd waar hij kruist met de N-403 en de N-502.
Na Ávila passeert de weg Segovia over de noordelijke uitlopers van de Sierra de Guadarrama. De weg kruist de Autopista AP-6 en de N-VI. Autopistas AP-51 en de AP-61 vormen een alternatieve route.
De weg gaat verder naar het noordoosten richting de aansluiting op de Autovía A-1 ten noorden van de Puerto Somosierra (1440 m). Verder voert de weg door de Sierra de Pela voor hij eindigt in de Duero Vallei met een aansluiting op de N-122.